# 拉什谷 (犹他州)
拉什谷（英文：Rush Valley），是美国犹他州图埃勒县下属的一座城市。建市于 1856年，面积大约为18.34平方英里（47.5平方公里），海拔约为5,043英尺（1,537米）。根据2010年美国人口普查，该市有人口447人。